# Barış Manço
Mehmet Barış Manço, nacido Tosun Yusuf Mehmet Barış Manço; (Estambul, 2 de enero de 1943-Kadiköy, 31 de enero de 1999), conocido por su nombre artístico Barış Manço, fue un músico de rock turco, cantante, compositor, actor, productor de televisión y presentador.

## Trayectoria
Comenzó su carrera musical mientras asistía a la Galatasaray High School, fue un pionero de la música rock en Turquía y uno de los fundadores del género de rock de Anatolia. Manço compuso alrededor de 200 canciones y se encuentra entre los artistas turcos más vendidos y más premiados hasta la fecha. Muchas de sus canciones fueron traducidas a una gran variedad de idiomas, incluyendo inglés, francés, Japonés, griego, italiano, búlgaro, rumano, persa, hebreo, urdu, árabe y alemán, entre otros. A través de su programa de televisión, «7'den 77'ye», Manço viajó por el mundo y visitó la mayoría de los países del mundo.

## Fallecimiento

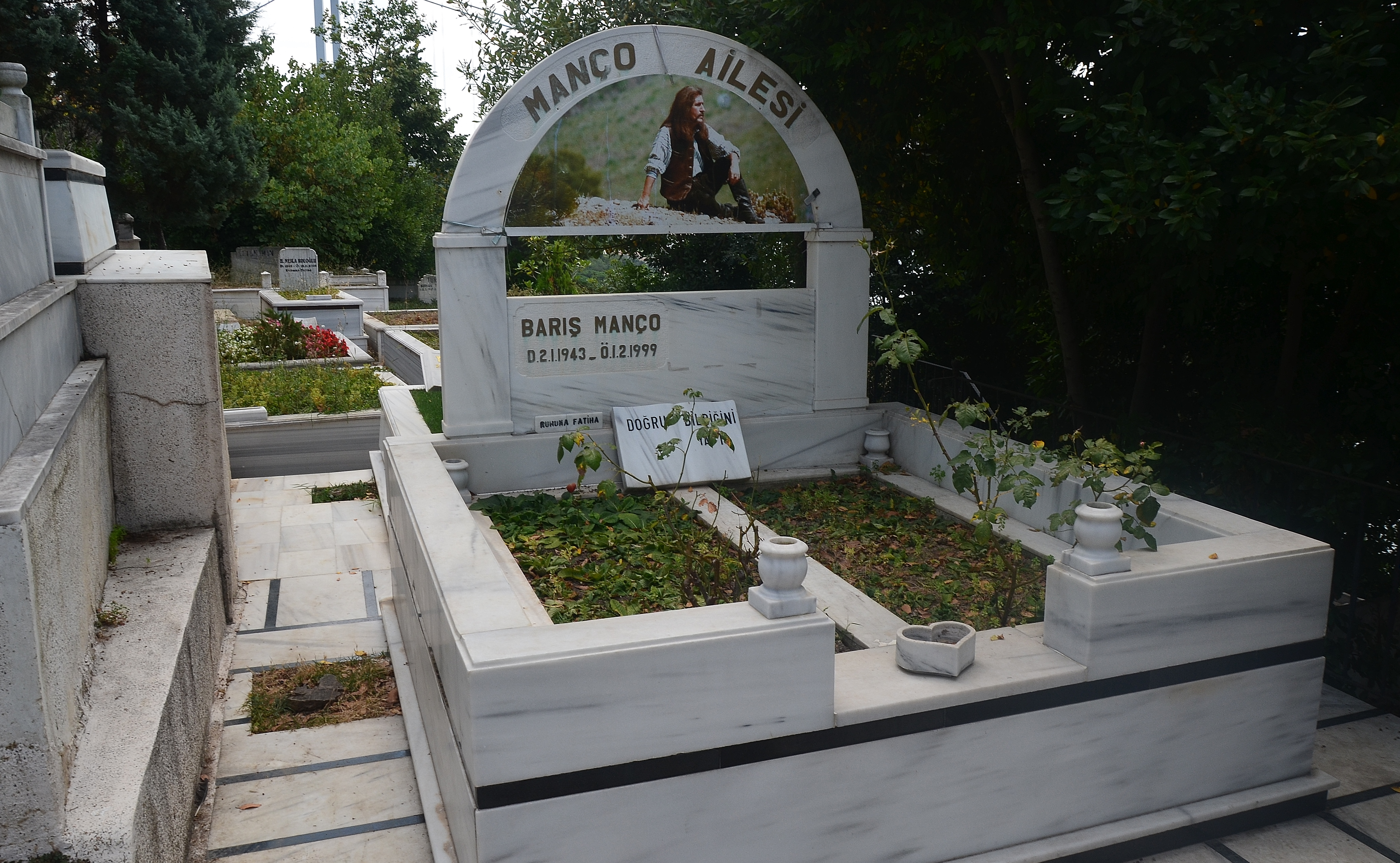
La tumba de Barış Manço en Kanlıca.

El 31 de enero de 1999, Barış Manço murió de un ataque al corazón repentino antes del lanzamiento de su último trabajo «Mançoloji» (1999), un álbum doble que contiene las nuevas grabaciones de sus éxitos junto con una canción instrumental inacabada: "40. Yıl", celebrando su 40 aniversario en la música. Su repentina muerte causó un impacto casi unánime en Turquía con millones de personas de luto y decenas de miles de personas que asistieron a su funeral.
Fue enterrado en el cementerio de Kanlıca en Estambul.

## Legado
Barış Manço fue uno de los músicos turcos más influyentes. En su carrera temprana, él y sus bandas contribuyeron al movimiento de rock turco combinando la música tradicional turca con influencias del rock, que sigue siendo una de las principales tendencias de la música popular turca.
Sus letras con temas diversos, en su mayoría siguiendo una versión algo modernizada de la tradición "aşik" (poetas errantes) fueron muy marginales en la escena de la música popular de la década de 1980, que en su mayoría estaba dominada por letras con temas de amor.
En 2002, se lanzó un álbum tributo bajo el nombre de «Yüreğimdeki Barış Şarkıları», que presenta a 15 artistas turcos populares de géneros tan diversos como el arabesco, el pop y el rock (estilo anatolio y occidental), demostrando su amplio rango de influencia.

## Discografía
Álbumes
- Dünden Bugüne (1972) (Sayan)
- 2023 (1975) (Yavuz Plak)
- Sakla Samanı Gelir Zamanı (1976) (Yavuz)
- Baris Mancho, released as Nick The Chopper in Turkey (1976) (CBS Disques/Grammofoonplaten S.A.B.V., CBS 81784, Yavuz LP)
- Yeni Bir Gün (1979) (Yavuz ve Burç Plakçılık)
- 20 Sanat Yılı Disco Manço (1980) (Türküola)
- Sözüm Meclisten Dışarı (1981) (Türküola)
- Estağfurullah... Ne Haddimize! (1983) (Türküola)
- 24 Ayar Manço (1985) (Emre Plakçılık)
- Değmesin Yağlı Boya (1986) (Emre Plakçılık)
- 30 Sanat Yılı Fulaksesuar Manço - Sahibinden İhtiyaçtan (1988) (Emre Plakçılık)
- Darısı Başınıza (1989) (Yavuz ve Burç Plakçılık)
- Mega Manço (1992) (Emre Plak)
- Müsaadenizle Çocuklar (1995) (Emre Plak)
- Barış Manço Live In Japan (1996) (Emre Plak)
- Mançoloji (1999) (Emre Plak)

## Filmografía
- Baba Bizi Eversene (1975)[7]